# Казаркинский сельсовет
Каза́ркинский сельсовет — упразднённые административно-территориальная единица и муниципальное образование со статусом сельского поселения в составе Макушинского района Курганской области России в связи с преобразованием района в Макушинский муниципальный округ.
Административный центр — село Казаркино.

## История
В соответствии с Законом Курганской области от 6 июля 2004 года № 419 сельсовет наделён статусом сельского поселения.
Законом Курганской области от 27 июня 2018 года N 66, в состав Казаркинского сельсовета были включены все два населённых пункта упразднённого Трюхинского сельсовета.

## Население
| 1989 | 2002 | 2010 | 2012 | 2013 | 2014 | 2015 |
| ---- | ---- | ---- | ---- | ---- | ---- | ---- |
| 1104 | ↘981 | ↘654 | ↘617 | ↘581 | ↘548 | ↘525 |
| 2016 | 2017 | 2018 | 2019 | 2020 |      |      |
| ↘520 | ↘496 | ↘480 | ↗635 | ↘608 |      |      |

## Состав сельского поселения
| № | Населённый пункт | Тип населённого пункта       | Население |
| - | ---------------- | ---------------------------- | --------- |
| 1 | Антипино         | деревня                      | ↘89       |
| 2 | Казаркино        | село, административный центр | ↘477      |
| 3 | Кошелево         | деревня                      | ↘57       |
| 4 | Чистое           | деревня                      | ↘31       |
| 5 | Покровка         | деревня                      | ↘96       |
| 6 | Трюхино          | село                         | ↘108      |